# Blodsmitta
Blodsmitta är ett samlingsnamn på infektioner där smittämnen överförs genom blod, blodprodukter eller andra kroppsvätskor eller vävnadsprover med koppling till blod. Exempel är virus som ligger bakom en del leverinflammationer (hepatit B och hepatit C), liksom HIV-infektion.
En blodsmitta kan bli överförd exempelvis via blodtransfusion eller transfusion med blodprodukter. Det kan också ske genom att man under sjukvårdande arbete sticker sig på en nål som använts vid provtagning eller annat ingrepp på en infekterad person (inokulation).
Sprutnarkomaner drabbas ofta av blodsmitta efter att man lånat sprutor och nålar av varandra.
Vid hepatit B räcker det med mycket ringa mängder blod för att smittämnet ska kunna överföras.